# هوسکفارنا موتورسیکلت
هوسکفارنا (انگلیسی: Husqvarna) شرکت موتورسیکلت‌سازی اتریشی است، که در سال ۱۹۰۳ تأسیس شد.